# Wilmari's
De Wilmari's was een Nederlands muzikaal duo dat rond 1960 een aantal Nederlandstalige successen kende. Het duo bestond uit het echtpaar Wim van Boerdonk en Martha van Heuven uit Eindhoven.
Hun enige hit was de single Barcelona (1960) met op de B-kant Tabé. Ze maakten dit grammofoonplaatje onder leiding van Addy Kleijngeld en Johnny Hoes. De muziek schreef van Boerdonk zelf samen met Johnny Hoes. Hoes tekende ook voor de tekst. Kleijngeld bespeelde de accordeon. Er werden gedurende meer dan half jaar 175.000 exemplaren van verkocht. Barcelona was ook een hit in Vlaanderen.
Martha maakte daarna nog een aantal solo-plaatjes, zoals Lekker Troeleke (1962) en Het is geen man die niet zoenen kan (1962), maar het succes van Barcelona is nooit meer geëvenaard. Van Boerdonk stierf in 1985, Martha van Heuven in 2011.